# 타무라 나오
타무라 나오(일본어: 田村 奈央, 10월 10일 ~ )는 일본의 여자 성우이다.

## 출연 작품
2018년
- 허긋토! 프리큐어 (아이사키 에미루/큐어 마셰리)